# Chordophora newmannaria
Chordophora newmannaria är en fjärilsart som beskrevs av Achille Guenée 1857. Chordophora newmannaria ingår i släktet Chordophora och familjen mätare. Inga underarter finns listade i Catalogue of Life.